# Col de la Croix de Thel
Le col de la Croix de Thel , d'une altitude de 650 mètres, est un col routier du Massif central, situé dans les monts du Beaujolais à l'ouest de Villefranche-sur-Saône, à la limite entre les communes de Chamelet et de Dième (département du Rhône).

## Géographie
Ce col est situé sur un épaulement des monts du Beaujolais, dans un environnement agricole et forestier.
Il est utilisé par trois routes :
- la départementale 82, qui relie :
  - Chamelet, dans la vallée de l'Azergues, desservie par la route D385 (Légny-Poule-les-Écharmeaux),
  - Valsonne, dans la vallée du Soanan, desservie par la route D313 (Amplepuis-Légny) ;
- la route D629, qui relie, en suivant la ligne de crête, le col de la Croix de Thel à Ternand à l'est, puis à la D385 ;
- la route D106, qui traverse le bourg de Dième puis rejoint la route D313 au lieudit Pépy (Saint-Clément-sur-Valsonne).

## Activités

### Randonnée
Le GRP « Tour des Pierres dorées » en Beaujolais le traverse sur un axe nord-sud.

### Cyclisme
Ce col, classé en 2e catégorie au Grand prix de la montagne, est emprunté par la 8e étape (Mâcon-Saint-Étienne) du Tour de France 2019 au km 71. C'est le Belge Thomas De Gendt qui le passe en tête.